# Strängnäs marknad

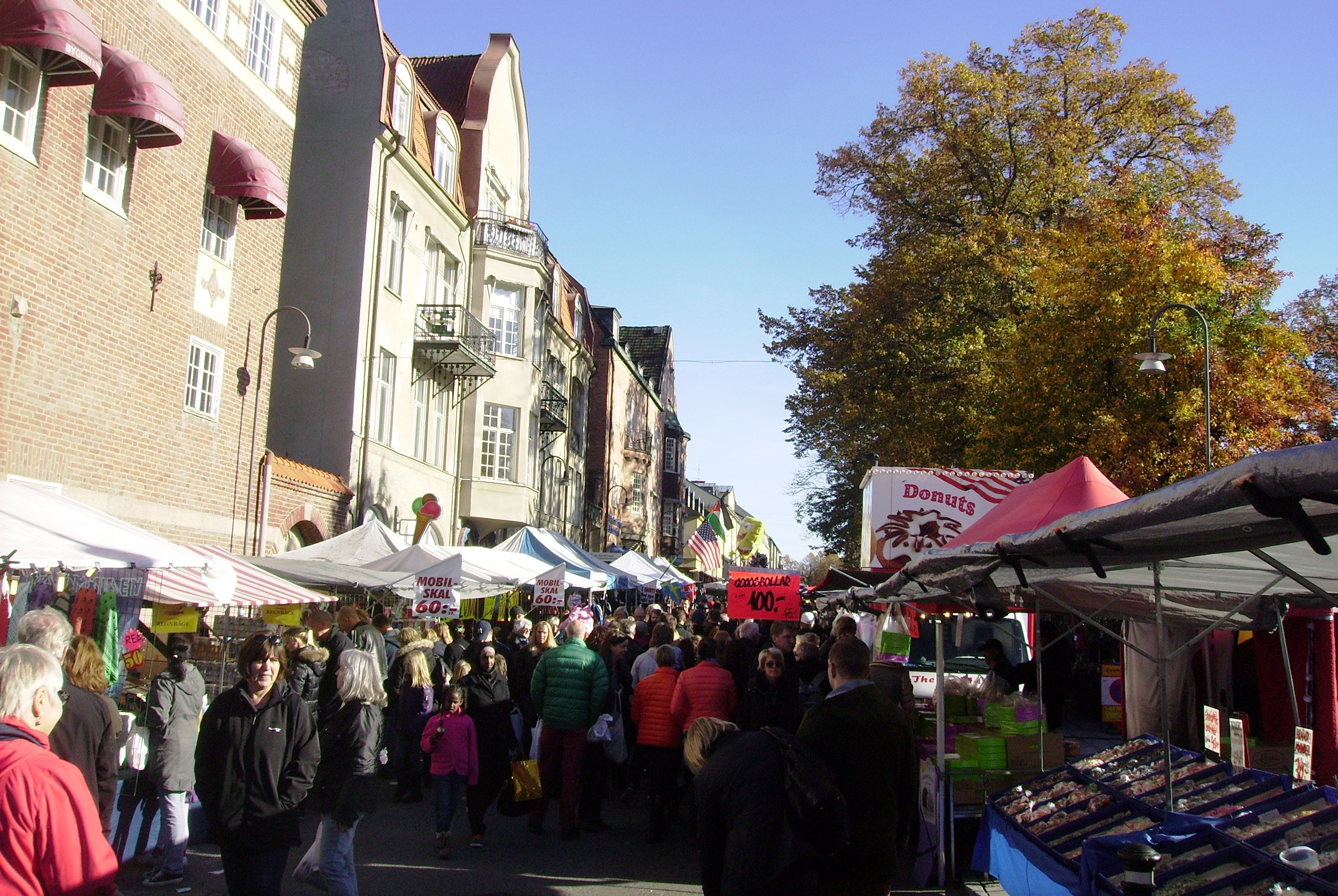
Strängnäs marknad år 2007.

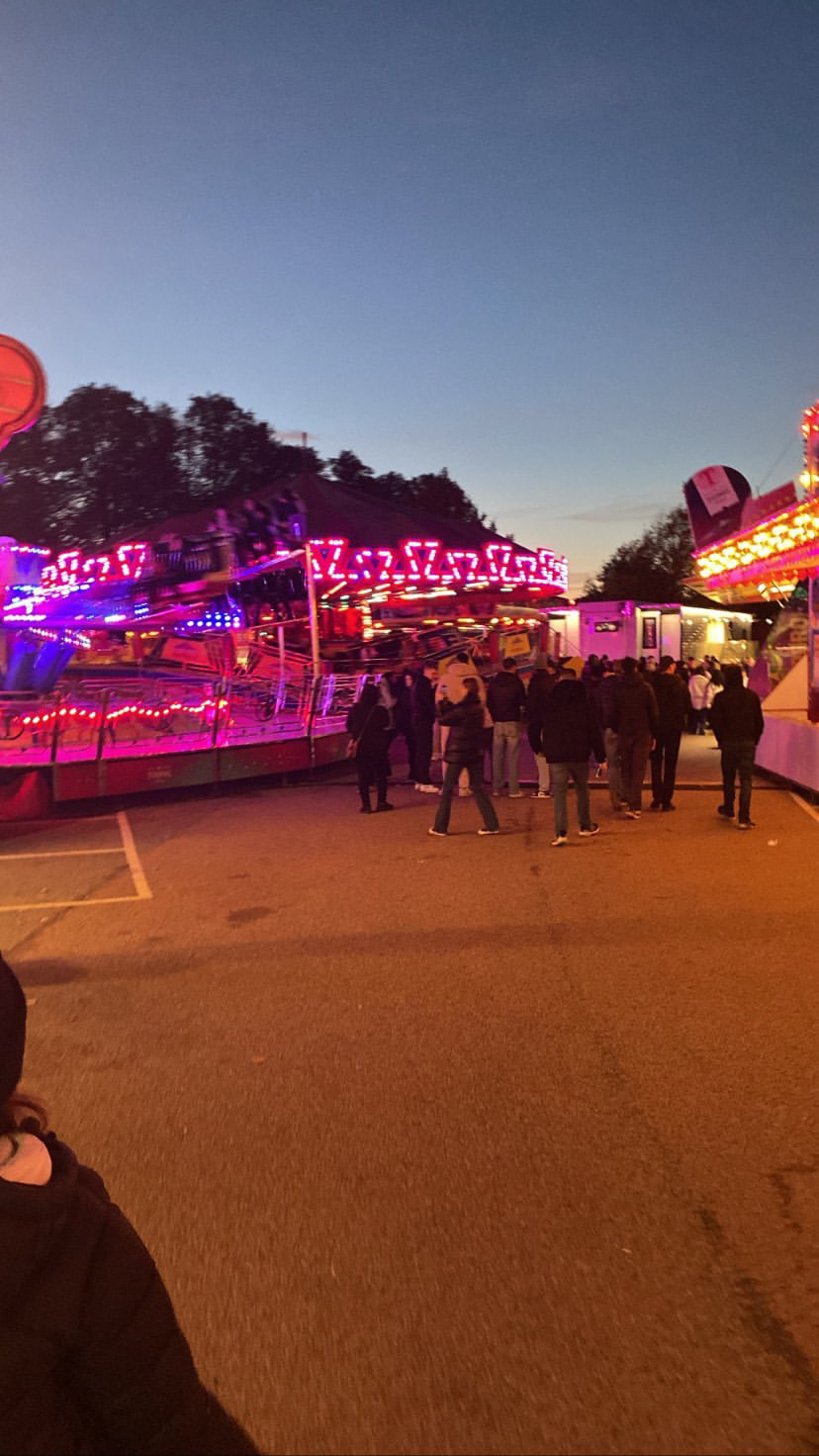
Tivolit på Strängnäs marknad i oktober 2022.

Strängnäs marknad är ett evenemang i Strängnäs som hålls årligen den andra helgen i oktober. Marknaden har funnits åtminstone sedan 1756. Från och med 1957 arrangeras den av IK Viljan.
Strängnäs marknad består av cirka 320 stycken knalleförsäljare och ett temporärt tivoli som Axels Tivoli anordnar. Marknaden har årligen omkring 35 000 besökare från hela Sverige.